# Лебедев, Борис Николаевич
Бори́с Никола́евич Ле́бедев (19.3.1899, с. Борисовка, Акмолинская область, Российская империя — 16.2.1977, Алма-Ата, КазССР, СССР) — советский учёный, специалист в области цветной и чёрной металлургии, доктор технических наук (1953), профессор (1954), заслуженный деятель науки Казахской ССР (1969).

## Биография
В 1924 году окончил Томский технологический институт.
В 1924—1960 годах работал на предприятиях цветной металлургии Урала и Сибири в РСФСР, в Уральском политехническом институте, Казахском политехническом институте (ныне КазНТУ), Институте металлургии и обогащения АН Казахстана.
Основные труды посвящены исследованию, совершенствованию и внедрению в производство новых технологических способов обработки золотых самородков.
Награждён орденом Ленина, «Знак почёта» и медалями.